# 波克·帕尔
波克·帕尔（匈牙利語：Pók Pál，1929年6月27日—1982年9月11日），生于埃格爾，匈牙利男子水球运动员。他曾代表匈牙利国家队参加1948年夏季奥林匹克运动会水球比赛，获得一枚银牌。